# Farm-Frites
Das Team Farm Frites - Hartol war ein niederländisches Frauenradsportteam.
Das durch die UCI als Groupe Sportif Feminine (GSF) registrierte Team wurde vom Kartoffelveredler Farm Frites, welcher mit wechselnden Werbepartnern auch im Profimännerradsport aktiv war, und dem Bauunternehmen Hartol gesponsert. Radausstatter war Koga Miyata. Teammanager war Michael Zijlaard, Jean-Paul van Poppel betreute das Team als Sportlicher Leiter. Star des Teams war Leontien Zijlaard-van Moorsel.

## Team 2004
| Name                          | Geburtsdatum       | Nationalität           |
| ----------------------------- | ------------------ | ---------------------- |
| Rachel Heal                   | 1. April 1973      | Vereinigtes Königreich |
| Yvonne Hijgenaar              | 15. Mai 1980       | Niederlande            |
| Mirjam Melchers-van Poppel    | 26. September 1975 | Niederlande            |
| Sandra Missbach               | 19. März 1978      | Deutschland            |
| Miho Oki                      | 8. März 1974       | Japan                  |
| Sissy van Alebeek             | 8. Februar 1976    | Niederlande            |
| Esther van der Helm           | 5. September 1981  | Niederlande            |
| Anouska van der Zee           | 5. April 1976      | Niederlande            |
| Elisabeth Vink                | 25. Januar 1973    | Niederlande            |
| Adrie Visser                  | 19. Oktober 1983   | Niederlande            |
| Leontien Zijlaard-van Moorsel | 22. März 1970      | Niederlande            |